# Морская полиция: Спецотдел (сезон 13)
Тринадцатый сезон был начат 22 сентября 2015 года, а закончился 17 мая 2016 года. 29 февраля 2016 года CBS продлил сериал сразу на 14 и 15 сезоны.
Жаннет Бенуа (Скотти Томпсон), бывшая подружка Тони Динозо из 8-го сезона возвратится в сериал в этом сезоне и появится в нескольких эпизодах. В этом сезоне команду Морская полиция: Спецотдел свяжет совместное расследование вместе с их отделением «Морская полиция: Новый Орлеан» в эпизоде «Sister City (Part I)».

## В ролях
| Имя                    | Исполнитель     | В ролях    | Периодический персонаж |
| ---------------------- | --------------- | ---------- | ---------------------- |
| Лерой Джетро Гиббс     | Марк Хэрмон     | весь сезон | н/д                    |
| Энтони ДиНоззо         | Майкл Уэзерли   | весь сезон | н/д                    |
| Эбби Шуто              | Поли Перретт    | весь сезон | н/д                    |
| Тимоти МакГи           | Шон Мюррей      | весь сезон | н/д                    |
| Джимми Палмер          | Брайан Дитцен   | весь сезон | н/д                    |
| Элеонора «Элли» Бишоп  | Эмили Уикершем  | весь сезон | н/д                    |
| Лион Вэнс              | Роки Кэрролл    | весь сезон | н/д                    |
| Дональд «Даки» Маллард | Дэвид Маккаллум | весь сезон | н/д                    |
| Сирил Тафт             | Джон Крайер     | 3 эпизода  | эпизоды 1,8,16         |

## Эпизоды
| № | №  | Название                                        | Режиссёр              | Сценарист                                 | Дата показа в США | Зрители США (миллионы) |
| --- | -- | ----------------------------------------------- | --------------------- | ----------------------------------------- | ----------------- | ---------------------- |
| 283 | 1  | «Stop the Bleeding» «Остановить кровотечение»   | Тони Уормби           | Гэри Гласберг и Скотт Уильямс             | 22 сентября 2015  | 18.19                  |
| После тяжелого ранения в Ираке Гиббса доставляют на корабль Дэниэл Вэбстер где опытный врач-хирург Cирил Тафтen:List of NCIS characters#Cyril Taft)(Джон Крайер). вытаскивает Гиббса с того света. Динозо и сотрудник ЦРУ Джоанна Тил (мать агента Дорнегета) отправляются в Шанхай (Китай) на поиски "Вызова". Тем временем Гиббс поправляется и возвращается на службу, и формирует хорошие дружеские отношения с Тафтом. А Динозо в одиночку выслеживает лидера террористов "Вызов" и убивает его. |    |                                                 |                       |                                           |                   |                        |
| 284 | 2  | «Personal Day» «Личный день»                    | Терренс О'Хара        | Джина Люсита Монреаль                     | 29 сентября 2015  | 16.53                  |
| Гиббс приглашает агента Луиса Митчелла специалиста по наркоторговле к расследованию, и приказывает команде помочь Митчеллу в этом. Динозо все время пытается понять, есть ли между Митчеллом и Гиббсом что то, и обнаруживает что их объединяет общее трагическое прошлое. |    |                                                 |                       |                                           |                   |                        |
| 285 | 3  | «Incognito» «Инкогнито»                         | Джеймс Уитмор-младший | Джордж Шенк и Фрэнк Кардеа                | 6 октября 2015    | 16.87                  |
| Морской пехотинец, который имел важную информацию по старому делу, хотел ее сообщить в NCIS, его находят мертвым на военной базе. Расследование продолжается и МакГи и Бишоп пытаются раскрыть это преступление, выступая под прикрытием в роли женатой пары военных. |    |                                                 |                       |                                           |                   |                        |
| 286 | 4  | «Double Trouble» «Большие неприятности»         | Деннис Смит           | Кристофер Дж. Вэйлд                       | 13 октября 2015   | 16.04                  |
| Когда текущее дело об убийстве пересекается со старым делом, молодого агента NCIS, к делу подключается директор Лион Венс - он же и вел старое дело, с которым имеет нехорошее прошлое. |    |                                                 |                       |                                           |                   |                        |
| 287 | 5  | «Lockdown» «Изоляция»                           | Бетани Руни           | Стивен Д. Биндер                          | 20 октября 2015   | 17.21                  |
| Криминалист лаборатории NCIS Эбби Шуто оказывается запертой в ловушке, без связи с внешним миром, когда она посещает фармацептическую корпорацию во время расследования убийства. В этот же момент всю лабораторию захватывают вооруженные люди и удерживают всех кто находился в лаборатории под прицелом. |    |                                                 |                       |                                           |                   |                        |
| 288 | 6  | «Viral» «Вирус»                                 | Рокки Кэрролл         | Дженнифер Корбетт                         | 27 октября 2015   | 16.81                  |
| Когда в парке убивают старшину, команда NCIS решает - сделал ли это маньяк, или же подражатель. Тем временем у МакГи и Делаилы появляются проблемы связанные с компромиссами и они учатся их вместе преодолевать. Так же Бишоп на время отстраняется от расследования текущего дела что бы провести свое небольшое. |    |                                                 |                       |                                           |                   |                        |
| 289 | 7  | «16 Years» «16 лет»                             | Марк Хоровиц          | Брендан Фехили                            | 3 ноября 2015     | 17.97                  |
| NCIS расследует убийство отставного лейтенанта, который вел дело о осужденном убийце. Тем временем Даки раскрывает команду свою одну тайну, что он состоит в тайном обществе, которое имеет небольшое отношение к текущему убийству. |    |                                                 |                       |                                           |                   |                        |
| 290 | 8  | «Saviors» «Спасатели»                           | Тони Уормби           | Скотт Уильямс                             | 10 ноября 2015    | 16.68                  |
| События серии будут проходить в Южном Судане, когда некая группа нападает на врачей-добровольцев, половину похищает а половину убивают. Специальный агент Стэн Берли просит помощи у команды Гиббса, и Динозо и МакГи отправляются туда, вместе с бывшей возлюбленной Тони - Жанной Бенуа. Тем временем здоровье Гиббса немного пошатнулось,Сирил Тафт приходит к нему на помощь, и Гиббс благодаря разговорам с ним идет на поправку. |    |                                                 |                       |                                           |                   |                        |
| 291 | 9  | «Day In Court» «Дело в суде»                    | Деннис Смит           | Джордж Шенк & Френк Кардея                | 17 ноября 2015    | 16.59                  |
| Офицера ВМФ оправдывают на суде по делу об убийстве его девушки. Но это дело не дает ему покоя, так как вся его жизнь пошла под откос. И он приходит в NCIS и просит возбудить дело против него, что бы очистить свое имя. |    |                                                 |                       |                                           |                   |                        |
| 292 | 10 | «Blood Brothers» «Братья по крови»              | Арвин Браун           | Гэри Глазберг и Дженнифер Корбетт         | 24 ноября 2015    | 16.19                  |
| Когда брат и сестра погибают на поле боя, третьему их брату требуется помощь в пересадке, так как он болен лейкемией. Но узнается что есть еще один брат, самый младший который может подойти как донор. Команда Гиббса вместе с Форнеллом ищут этого брата, хотя тот ведет двойную игру и находится под прикрытием. |    |                                                 |                       |                                           |                   |                        |
| 293 | 11 | «Spinning Wheel» «Прялка»                       | Терренс О'Хара        | Стивен Д. Биндер                          | 15 декабря 2015   | 15.53                  |
| Девушка подверглась нападению неизвестного мужчины, который в свою очередь заявляет что ищет сводного брата Даки, но как оказывается, он якобы умер несколько лет назад. Даки просит Гиббса и его команду что бы они разобрались в этом и помогли найти его брата. А тем временем Бишоп и Джейк встречаются что бы обсудить свое будущее. Конец серии становится неожиданным. |    |                                                 |                       |                                           |                   |                        |
| 294 | 12 | «Sister City (Part I)» «Город сестры (Часть 1)» | Лесли Либман          | Кристофер Дж Ваилд                        | 5 января 2016     | 18.97                  |
| Когда в гражданском самолете найдено 5 убитых человек, команда NCIS принимается за расследование этого дела. К расследованию подключается Дуэйн Прайд из отделения «Морская полиция: Новый Орлеан» и после получения им списков пассажиров он сообщает Гиббсу что на борту был Лука Шуто, брат Эбби. Эбби же бросает все и пытается найти своего брата, и выяснить имеет ли он отношение к этому или нет. А тем временем Тони подтверждает что он расстался с Зои. Продолжение серии смотрите в «Морская полиция: Новый Орлеан» в эпизоде «Sister City (Part II)» Морская полиция: Новый Орлеан (сезон 2).                                          |    |                                                 |                       |                                           |                   |                        |
| 295 | 13 | «Déjà Vu» «Дежавю»                              | Рокки Кэрролл         | Мэтью Р. Джарретт & Скотт J. Джарретт     | 19 января 2016    | 17.51                  |
| Рабочие находят тело лейтенанта ВМС в мусорном контейнере, они вызывают полицию и NCIS. Расследование дела приводит к старому делу Бишоп, когда она еще работала в АНБ - дело о торговле людьми. Тем временем, в регионе бушуют морозы и метель, МакГи пытается найти себе ночлег. |    |                                                 |                       |                                           |                   |                        |
| 296 | 14 | «Decompressed» «Снижение давления»              | Томас Дж. Райт        | Брендан Фехили                            | 9 февраля 2016    | 16.94                  |
| Во время тренировочной подготовки в декомпрессионной камере, погибает отставной морпех-водолаз ВМС. Что бы забрать тело, агенты ждут 4 дня, и параллельно пытаются расследовать смерть. В течение расследования, три коллеги погибшего оказываются подозреваемыми, когда выясняется что гибель водолаза была классифицирована как убийство. |    |                                                 |                       |                                           |                   |                        |
| 297 | 15 | «React» «Реагирование»                          | Бетани Руни           | Дженнифер Корбетт                         | 16 февраля 2016   | 17.34                  |
| После похищения дочери министра ВМС за расследование берутся NCIS и ФБР. Тем временем, в агентство NCIS приезжает специальный агент Валери Пейдж, друг детства МакГи, и рассказывает о нем немного подробностей из детства. |    |                                                 |                       |                                           |                   |                        |
| 298 | 16 | «Loose Cannons» «Холостые выстрелы»             | Алрик Райли           | Скотт Уильямс                             | 23 февраля 2016   | 17.47                  |
| Когда с военной базы ВМФ украли несколько ящиков винтов, к команде присоединяется лечащий врач Гиббса - Cирил Тафт. И тем временем расследование команды приводит к бывшей девушке Тони - Жанне Бенуа-Вудс. И эта встреча приносит Тони воспоминания, которые давят на старые раны. Так же Тафт пытается склонить Гиббса к посещению терапии. |    |                                                 |                       |                                           |                   |                        |
| 299 | 17 | «After Hours» «Сверхурочные»                    | Терренс О'Хара        | Синди Хемингуэй                           | 1 марта 2016      | 15.44                  |
| Вечером поступает звонок об убийстве человека, и замешанного в этом убийстве морпеха. Когда Гиббс отпускает команду домой, у его команды личные планы рушатся, когда кто то из родных им подсказывает, что в текущем деле что то не так. Также МакГи и Делаила пытаются сохранить свое обещание друг другу не разговаривая о работе во время обеда и ужина. |    |                                                 |                       |                                           |                   |                        |
| 300 | 18 | «Scope» «В прицеле»                             | Тони Уормби           | Гэри Гласберг & Джина Люсита Монреаль     | 15 марта 2016     | 15.10                  |
| В Ираке на американскую пару нападают и убивают их. В ходе расследования, узнается что была похищена новая снайперская винтовка, которую использовали в засаде морпехи. Гиббс идет к выжившему в той засаде морпеху-снайперу, что бы с ним поговорить как с братом по оружию, и узнать на счет засады. |    |                                                 |                       |                                           |                   |                        |
| 301 | 19 | «Reasonable Doubts» «Сомнения»                  | Томас Дж. Райт        | Джордж Шенк & Френк Кардея                | 22 марта 2016     | 15.90                  |
| Журналиста ВМС обнаруживают мертвым его жена и любовница. Во время первого осмотра, они указывают друг на друга. Расследование приводит к неожиданному повороту. А тем временем, к Тони приезжает его отец, и приводит неизвестную женщину, которая говорит, что Динозо-старший ее отец. |    |                                                 |                       |                                           |                   |                        |
| 302 | 20 | «Charade» «Шарада»                              | Эдвард Орнелас        | Брендан Фехили                            | 5 апреля 2016     | 15.67                  |
| На встрече с сенаторами, Тони отводит в сторону один из сенаторов, и утверждает что он шантажировал его. Команда берется за расследование и узнает что не его одного шантажировали, а еще двух сенаторов. |    |                                                 |                       |                                           |                   |                        |
| 303 | 21 | «Return to Sender» «Возврат отправителю»        | Лесли Либман          | Кристофер Дж. Ваилд                       | 19 апреля 2016    | 14.80                  |
| В морском контейнере обнаруживают тело сбежавшего тюремного охранника, команда NCIS совместно с Форнеллом начинают расследование, и доходят до того, что узнают кто сбежал из тюрьмы, включая бывшего агента МИ-6. Тем временем, МакГи и Бишоп пытаются узнать откуда у Тони такая шикарная квартира. Параллельно с этим, убивают бывшего директора NCIS Тома Морроу в своем кабинете. И все история только начинается... |    |                                                 |                       |                                           |                   |                        |
| 304 | 22 | «Homefront» «Домашний фронт»                    | Деннис Смит           | Джина Люсита Монреаль и Дженнифер Корбетт | 3 мая 2016        | 14.86                  |
| После смерти Тома Морроу, директор Вэнс отправляет Диноззо в Москву, что бы тот нашел след Скотта там. Вэнс и Форнелл отправляются в Лондон, чтобы найти Джессику Тердей, отставного агента МИ-6. Между тем, Гиббс и его команда расследуют незаконное вторжение морской пехоты, который было остановлено подростком, но позже подозревают, что сын скрывает что-то. Эпизод заканчивается с Форнеллом, будучи тяжело ранен, после засады, устроенной в доме Гиббса. |    |                                                 |                       |                                           |                   |                        |
| 305 | 23 | «Dead Letter» «Ненужное письмо»                 | Джеймс Уитмор-младший | Стивен Д. Биндер                          | 10 мая 2016       | 16.04                  |
| Форнелл находится в критическом состоянии после того устроенной засады в доме Гиббса. NCIS берет под охрану людей "в списке" Скотта, за исключением двух бывших агентов. Оказывается они работали в NCIS и имели причастность к тайной операции, из-за которой и начался весь этот хаос. Гиббсу и его команде удастся найти их с помощью агента ФБР Тесс Монро, агент МИ-6 Клейтон Ривз и возвращения Трента Корта. Скотт позже сдастся, утверждая, что его подставили за все, и что единственный человек, который может очистить его имя - бывший агент NCIS и Моссад - Зива Давид. Получается, что Скотт говорил правду и Корт истинный виновник. |    |                                                 |                       |                                           |                   |                        |
| 306 | 24 | «Family First» «Семья прежде всего»             | Тони Уормби           | Гэри Гласберг и Скотт Вилльямс            | 17 мая 2016       | 18.01                  |
| После нападения на старый дом Илая Давида и смерти Зивы Давид, после смерти которой команда NCIS в шоке и убита горем пытаются найти этого Корта, который стоит за всем этим. Тони пытается собрать все кусочки своей жизни. Тони узнает, что у него есть дочь с Зивой, и решает уйти из полиции, чтобы заботиться о ней. |    |                                                 |                       |                                           |                   |                        |